# دانشگاه آریزونای شمالی
دانشگاه آریزونای شمالی (به انگلیسی: Northern Arizona University)  یک دانشگاه تحقیقاتی دولتی در فلگستف واقع در ایالت آریزونا آمریکا است که در سال ۱۸۹۹ میلادی بنیان‌نهاده شده‌است.
رصدخانه لول در نزدیکی زمین‌های این دانشگاه قرار دارد.

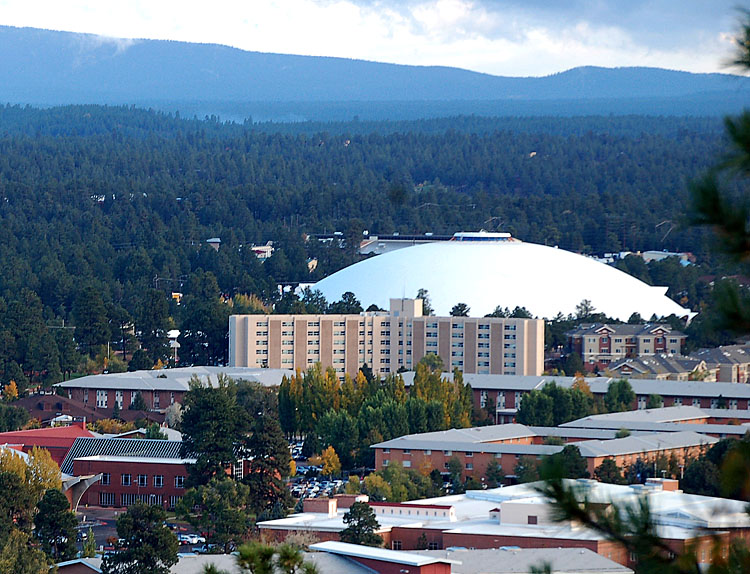
نمایی از پردیس دانشگاه
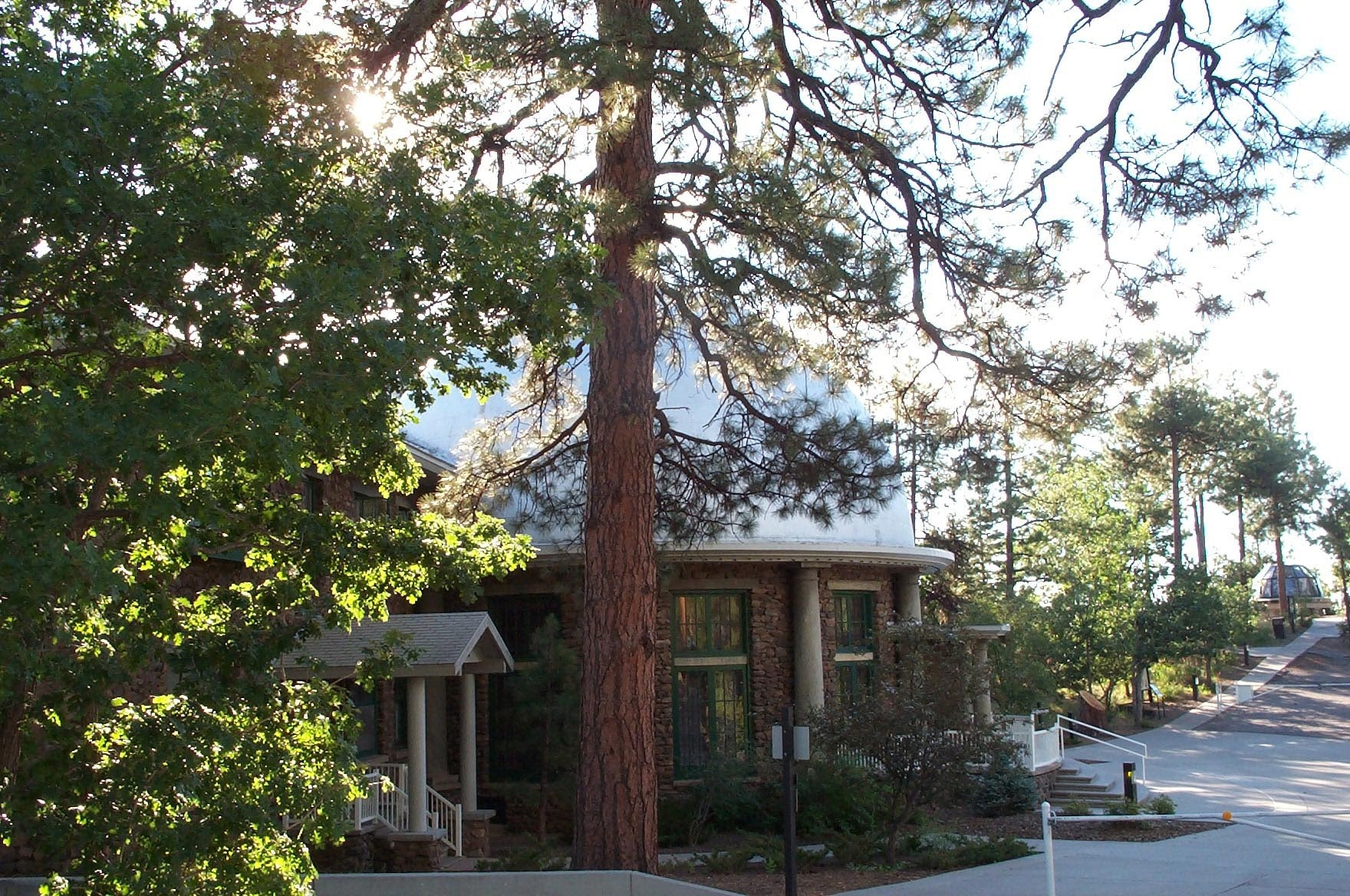
رصدخانه لول